# ونسقو
ونسقو (به فرانسوی: Venasque) یک کامین در فرانسه است که در Canton of Pernes-les-Fontaines واقع شده‌است.

## خصوصیات
ونسقو ۳۵٫۰۱ کیلومترمربع مساحت و ۱٬۱۵۱ نفر جمعیت دارد و ۳۱۰ متر بالاتر از سطح دریا واقع شده‌است.